# Głaz Borkowskiego
Głaz Borkowskiego – głaz narzutowy w gdańskiej dzielnicy VII Dwór, leżący w Lasach Oliwskich na terenie Trójmiejskiego Parku Krajobrazowego. Miejsce, w którym spoczywa, leży na obszarze lasów komunalnych miasta Gdańska i określane jest potocznie jako Kamieniołomy z powodu zalegania w pobliżu kilku głazów i gruzu skalnego po rozbitych skałach; jest to prawdopodobnie dno dawnego wyrobiska gliny, a wszystkie głazy odsłonięto podczas jego eksploatacji.
Głaz jest pomnikiem przyrody nieożywionej, oznaczonym numerem 808. Zbudowany jest z naturalnie oszlifowanego drobnokrystalicznego granitu i jest częściowo zagłębiony w ziemi. Wyróżnia się spośród innych kamieni z powodu rozmiarów (9,5 metra obwodu, 3,1 metra długości, 2,5 metra szerokości, 1 metr wysokości) oraz wyrytego niewprawną ręką napisu o treści: „Tu pogrzebana miłość I. Federskiej i Borkowskiego”. Często można się spotkać z błędnym cytatem „Tu leży pochowana miłość Borkowskiego”, ponieważ napis jest silnie zerodowany i w znacznej części nieczytelny (fragment celowo zniszczony).
Według legendy Tadeusz Borkowski zakochał się w Irenie Federskiej, a ona odrzuciła jego zaloty, wobec czego on wyrył podany wyżej napis, chcąc upamiętnić swoje cierpienie w konstruktywny sposób. Gdy jednak o inskrypcji dowiedzieli się bracia Federskiej, jej nazwisko skuli, a „I” przerobili na „O” (istotnie, do dziś można dostrzec ślady przeróbki). W tej słabo udokumentowanej wersji napis pochodzi z okresu dwudziestolecia międzywojennego, a bohaterowie historii zginęli podczas II wojny światowej (prawdopodobnie w obozie Stutthof).
Dziennikarze Polskiego Radia Magdalena Świerczyńska-Dolot i Michał Zaręba w reportażu „Fantazją pisane” podali, że Irena Federska (tak miała na drugie imię, na pierwsze Weronika) i Jerzy Borkowski (a nie Tadeusz) byli parą. Związek jednak się rozpadł. Wtedy Borkowski wykuł napis na kamieniu, a później na wyraźną prośbę ukochanej zniszczył część napisów. Weronika wyszła za mąż i urodziła syna Tomasza. Została w Gdańsku. Aktualnie spoczywa na cmentarzu "Srebrzysko" w Gdańsku. Zmarła 08.11.2005 roku. Ostatni adres zameldowania Borkowskiego to Białystok. Jerzy Borkowski zmarł 03.09.1998 roku. Nazwisko Federskiej skuł z głazu sam Borkowski z wyrazu szacunku do niej. Również przerobił literę imienia. On - syn rolnika, ona - córka kolejarza... Miłość niespełniona ze względu na statusy społeczne... Według relacji świadków, do których mieli dotrzeć autorzy reportażu (rodziny Federskiej i sąsiadów Borkowskiego) jest to historia powojenna. 
Do głazu można dotrzeć idąc od strony Strzyży, Niedźwiednika lub VII Dworu. Najkrótsza trasa wiedzie ze Strzyży, należy podejść do końca ulicy Ludowej, na jej przedłużeniu przejść przez Wiadukt Weisera nad torami Pomorskiej Kolei Metropolitalnej i wspiąć się do głazu zboczem Kamiennej Góry. Różnica wysokości na tym odcinku jest jednak dość znaczna, co może utrudnić przejście. Łatwiej jest dotrzeć do głazu z Alei Brzozowej: idąc od strony VII Dworu, należy skręcić w lewo zaraz po zakończeniu stromego podejścia na początku Alei i iść prosto przez kilkaset metrów. Trasa ta jest dłuższa, ale mniej męcząca.
Spod głazu (po prawej stronie) opada długi, głęboki żleb, kończący się przy rogu obszaru Ogródków Działkowych Niedźwiednik. Nie należy jednak schodzić tą drogą w kierunku Niedźwiednika (zbyt stromo). Biegnący w kierunku kościoła na Strzyży wąwóz to dawny tor saneczkowy.